# Набережная в Сочи
Морска́я на́бережная Центра́льной ча́сти Со́чи — длинная пешеходная набережная по берегу Чёрного моря в Центральной части (Центральный и Хостинский районы) города Сочи, Краснодарский край, Россия.

## Описание
Пешеходная набережная, именующаяся в народе Променад по аналогии с Набережной Променад в Сан-Тропе на французской Ривьере, — любимое место прогулок и отдыха горожан и гостей Сочи. Общая длина — 2 км — от Морского вокзала до проспекта Пушкина. Не является улицей как административно-почтовой единицей, так как не имеет собственной нумерации домов.

## История
Начало набережной от Морского вокзала было искусственно расширено в 1978 году с созданием благоустроенного пляжа «Маяк». Традицией ещё советского времени стало празднование «Праздника Нептуна» на одном из пляжей Набережной.

### Перспективы
В рамках подготовки города к зимней Олимпиаде 2014 года набережная будет расширена на 200 м путём отсыпки насыпей.
При этом инвесторы, которые примут участие в этом проекте, смогут арендовать новый участок сроком на 49 лет.

## Известные объекты
- Аквапарк и пляж «Маяк»
- Пляж «Приморский»
- Пляж «Солнечный»
- Концертный зал «Фестивальный»

## Интересные факты
- На набережной был снят один из эпизодов известного советского фильма «Бриллиантовая рука» — сцена покупки лотерейных билетов.

## Галерея

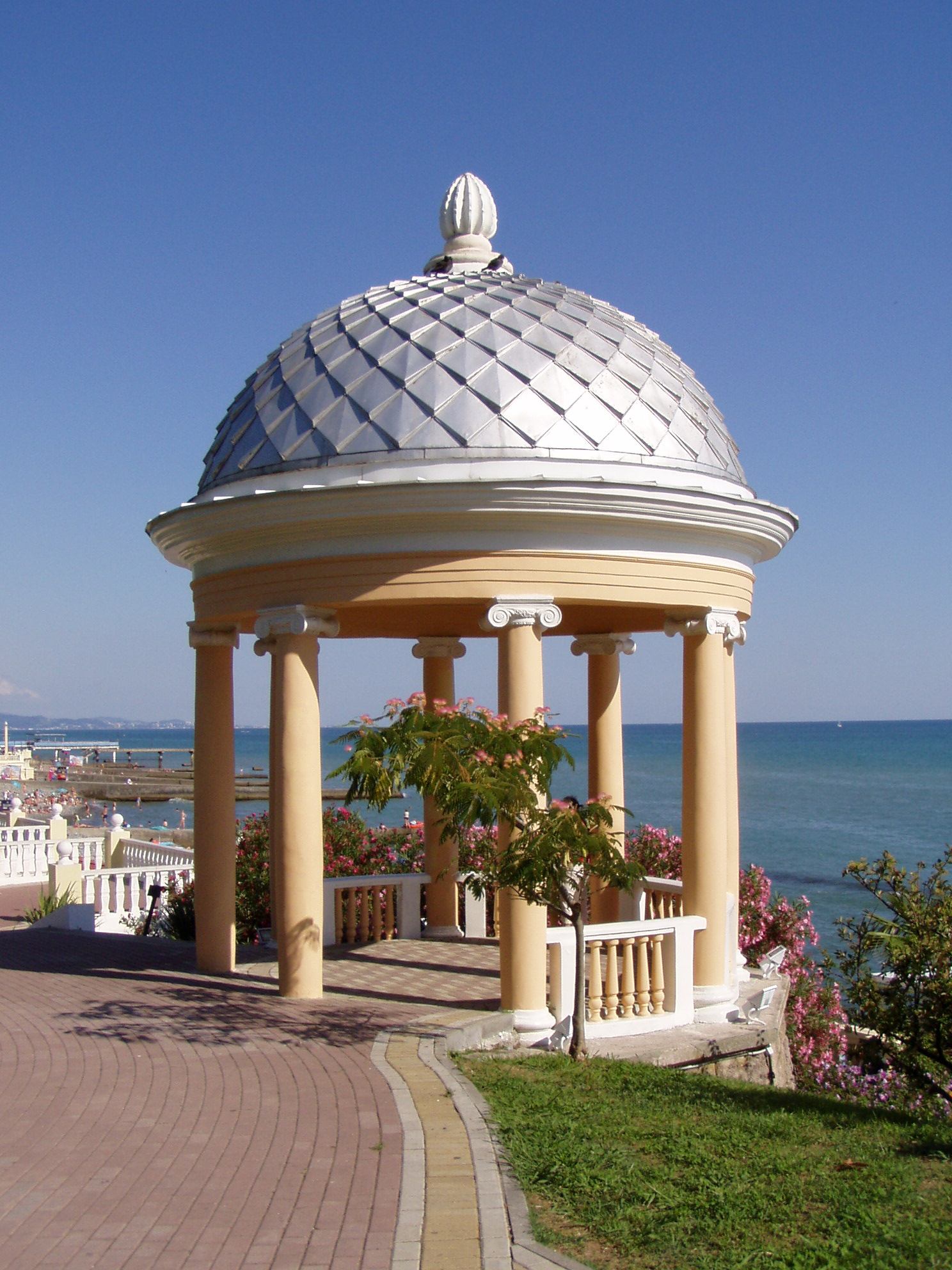
Приморская ротонда
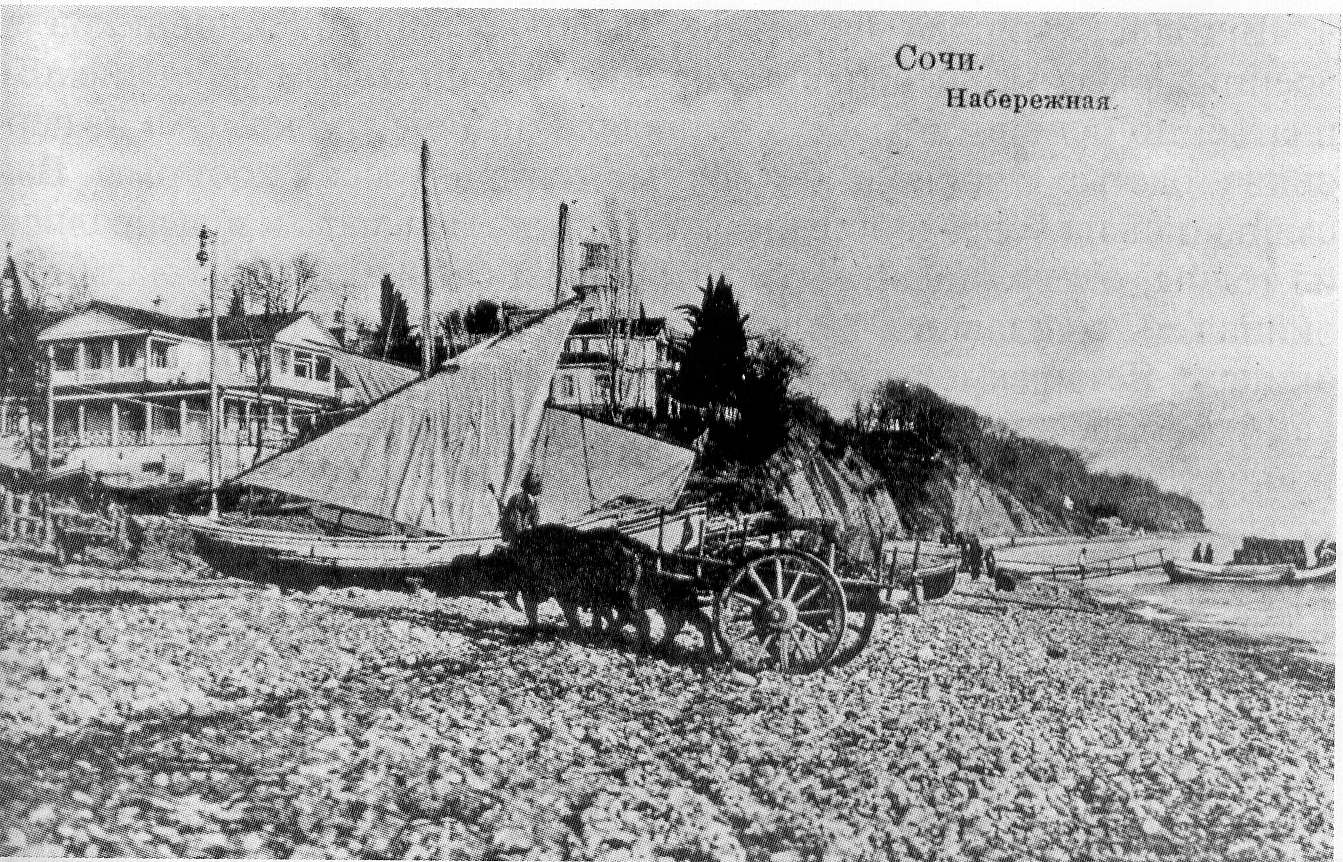
Вид набережной и маяка в Сочи. 1910-е
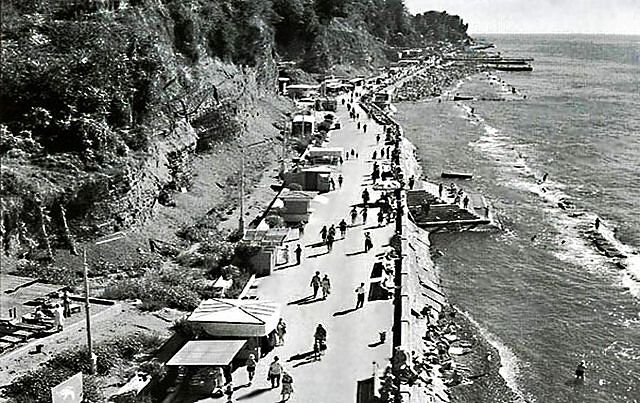
Вид набережной в 1930-е
Скульптура Нептуна